# هوس (فیلم ۱۹۲۱)
هوس (انگلیسی: Desire) یک فیلم صامت به کارگردانی فریدریش ویلهلم مورنائو است که در سال ۱۹۲۱ منتشر شد.
کارگردان هنری این فیلم، «روبرت نپاخ» بود و داستانِ مردی رقاص را بیان می‌کند که عاشقِ یک «دوشس» متمول و بلندپایه می‌شود و به همین سبب دستگیر می‌گردد و پس از آن، به تلاش برای یافتن او می‌پردازد.
هیچ نسخه‌ای از این فیلم باقی نمانده است.

## بازیگران
- کنراد وایت
- اویگن کلپفر
- هوبرت فون مایرینک
- گوسی هول
- مارگارت شِله‌گِل
- پل گراتس
- هلن گری
- دنی گوئتلر
- آلبرت بنه‌فلد
- ارسلا گرومو
- الن بولان